# Massillargues-Attuech
Massillargues-Attuech ist eine französische Gemeinde mit 669 Einwohnern (Stand: 1. Januar 2022) im Département Gard in der Region Okzitanien (vor 2016 Languedoc-Roussillon). Sie gehört zum Arrondissement Alès und zum Kanton Quissac. Die Einwohner werden Générargais genannt.

## Geographie
Massillargues-Attuech liegt etwa elf Kilometer südsüdwestlich von Alès. Der Fluss Gardon d’Anduze begrenzt die Gemeinde im Nordosten. Umgeben wird Massillargues-Attuech von den Nachbargemeinden Boisset-et-Gaujac im Norden, Lézan im Osten, Canaules-et-Argentières im Südosten, Saint-Nazaire-des-Gardies im Süden sowie Tornac im Westen.

## Bevölkerungsentwicklung
| Jahr                       | 1962 | 1968 | 1975 | 1982 | 1990 | 1999 | 2006 | 2020 |
| Einwohner                  | 337  | 335  | 318  | 331  | 419  | 522  | 706  | 669  |
| Quellen: Cassini und INSEE |      |      |      |      |      |      |      |      |

## Sehenswürdigkeiten

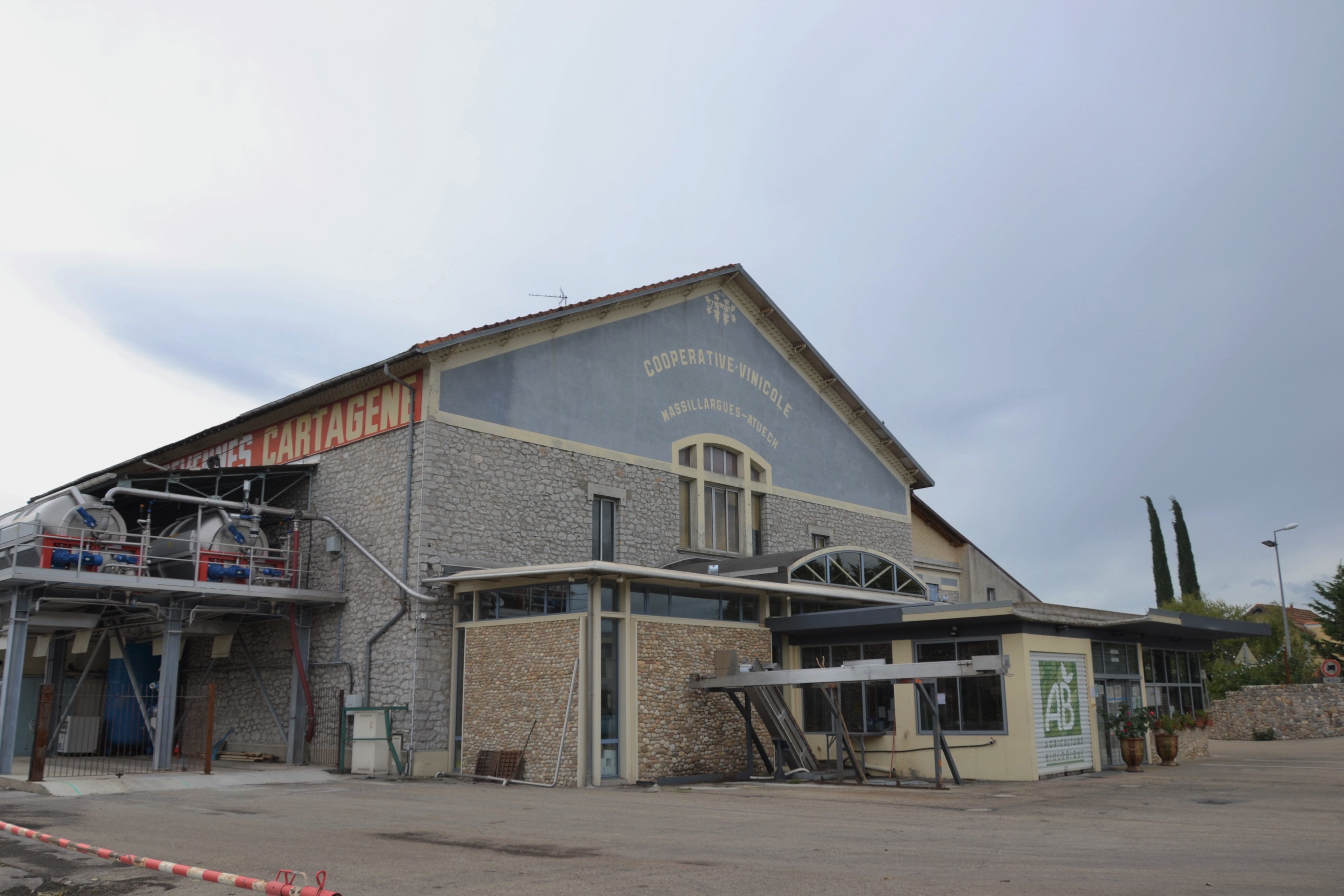
Weinbau-Kooperative

- Kirche aus dem 19. Jahrhundert
- Burg aus dem 13. Jahrhundert
- Ziegelei